# Okhotsk (subprefectuur)

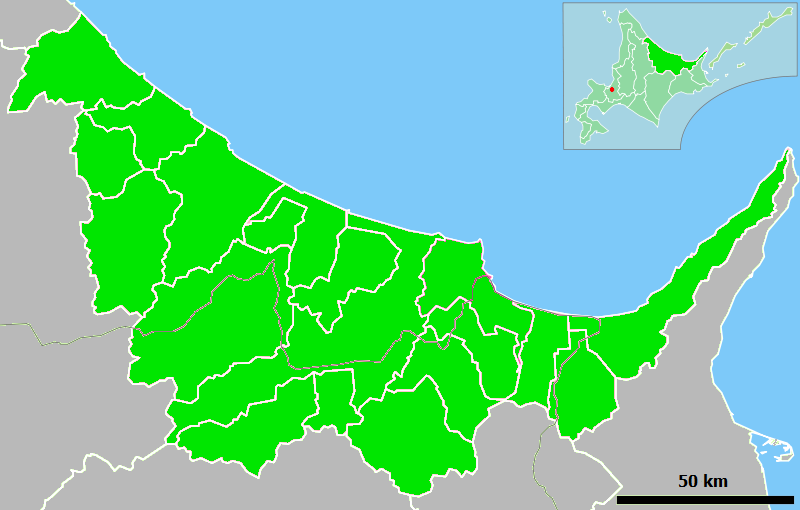
Kaart van de subprefectuur Okhotsk.

Okhotsk (Japans: オホーツク総合振興局, Ohōtsuku-sōgō-shinkō-kyoku) is een subprefectuur van de Japanse prefectuur Hokkaido . Okhotsk heeft een oppervlakte van 10690,09 km² en een bevolking van ongeveer 329.446 inwoners (2004). De hoofdstad is Abashiri. De subprefectuur werd opgericht in 1897 onder de naam Abashiri (網走支庁, Abashiri-shichō). Bij de administratieve reorganisatie van de prefectuur Hokkaido op 1 april 2010 kreeg de subprefectuur de naam Okhotsk.

## Geografie
Okhotsk wordt in het noorden begrensd door de Zee van Ochotsk. Okhotsk wordt verder begrensd door de subprefecturen Soya, Kamikawa, Tokachi, Kushiro en Nemuro.
De administratieve onderverdeling is als volgt:

### Zelfstandige steden (市) shi
Er zijn 3 steden in de suprefectuur Okhotsk:
- Kitami
- Abashiri (hoofdstad)
- Monbetsu

### Gemeenten (郡 gun)
De gemeenten van Okhotsk, ingedeeld naar district:
| District | Gemeenten                                                |
| -------- | -------------------------------------------------------- |
| Abashiri | Ozora - Bihoro - Tsubetsu                                |
| Shari    | Shari - Kiyosato - Koshimizu                             |
| Tokoro   | Kunneppu - Oketo - Saroma                                |
| Monbetsu | Engaru - Yubetsu - Takinoue - Okoppe - Nishiokoppe - Ōmu |

### Fusies
(Situatie op 21 december 2009) 
zie ook : Gemeentelijke herindeling in Japan
- Op 1 oktober 2005 werden de gemeenten Ikutahara, Engaru, Maruseppu en Shirataki (allen van het District Monbetsu) samengevoegd tot de nieuwe gemeente Engaru.
- Op 5 maart 2006 werden de gemeenten Tanno, Rubeshibe en Tokoro (allen van het District Tokoro) aangehecht bij de stad Kitami.
- Op 31 maart 2006 fusioneerden de gemeenten Memanbetsu en Higashimokoto van het District Abashiri tot de nieuwe gemeente Ozora.
- Op 5 oktober 2009 werd de gemeente Kamiyūbetsu aangehecht bij de gemeente Yūbetsu van het district Monbetsu.[1]